# Мілюкін Ігор Петрович
Ігор Петрович Мілюкін (нар. 4 лютого 1967, Глухів, Сумська область, УРСР) — радянський та український футболіст, півзахисник, тренер.

## Кар'єра гравця
У футбол розпочав грати в ДЮСШ міста Глухова на Сумщині. Під час турніру в Севастополі в складі збірної області, тренер Володимир Киянченко запросив Ігоря в київський спортінтернат. Пізніше на змаганнях у Херсоні Мілюкіна помітив миколаївський тренер Станіслав Байда й рекомендував його старшому тренеру «Суднобудівника» Євгену Кучеревському. Так у 1984 році, після закінчення десятого класу, Ігор опинився в команді «корабелів».
За дев'ять років, проведених в миколаївській команді, Мілюкін загалом зіграв в її складі 221 матч, забив 17 м'ячів. У 1985 і 1990 роках, як гравець «Суднобудівника», нагороджувався бронзовими та срібними медалями української зони другої ліги чемпіонату СРСР. У сезонах 1992 і 1994/95 виступав у вищій лізі чемпіонату України. У 1996 році завершив ігрову кар'єру через розрив зв'язок колінного суглоба.

## Кар'єра тренера
Разом з Анатолієм Нераном і Леонідом Ніколаєнком працював у тренерському штабі миколаївського «Водника». Разом з клубом пройшов шлях від першості міста до другої ліги чемпіонату України. Після розформування команди працював заступником директора СДЮСШОР «Миколаїв», потім тренером в іншій миколаївській школі — СДЮШОР № 3.